# 남양항 (울릉군)
남양항(南陽港)은 경상북도 울릉군 서면 남양리에 있는 어항이다. 1999년 1월 1일 국가어항으로 지정되었다. 관리청은 해양수산부 동해어업관리단, 시설관리자는 울릉군수이다.

## 연혁
- 서면에 소재하고 있는 남양은 원래 비파산(국수산)을 사이에 두고 동서로 두 골짜기에서 냇물이 흘러내리고 있어 다른 마을보다 골짜기와 시내가 많다고 하여 골계라 불렸으며, 이규원 일기에는 곡포로 되어있다. 행정동명을 제정하면서 겨울에도 울릉도 내에서 가장 따뜻한 지대라 하여 남양이라 하였다.
- 울릉군에 위치한 남양항은 해안은 단조로우며 해저경사가 급하고 저질은 모래와 자갈로 형성된 항으로 2002년 시설에 대한 전반적인 계획을 수립해 어항으로 자리를 잡아가고 있다.[1]

## 어항구역
본 항의 어항구역은 다음과 같다.
- 수역[2]
  - 사자암 서측 100m를 육지부를 기점(N37°28 '04.98", E130°49'56.69")으로 S방향으로 300m 이동한 점(N37°27'53.61" E130°49'56.69")과 이점에서 E방향으로 600m 이동한점(N37°28'53.61" E130°50'21.10")과 이점에서 N방향으로 육지와 연결(N37°27'59.27" E130°50'21.10")한 선을 따라서 형성된 공유수면

## 어항정비계획
- 2009년 9월 14일 본 항에 대한 어항정비계획이 고시되었다.[3] 정비계획 물량은 다음과 같다.
  - 남방파제 50m(보강 1식), 방사제 및 호안 65m, 물양장 55m, 호안 50m, 준설 2.9천m3

## 관광
- 울릉도에 없는 3가지가 도둑과 뱀, 그리고 공해라는 말에서 알 수 있듯이 울릉도는 맑고 깨끗한 섬으로 유명하다. 동해에서 자라 울릉도에 이르면 살이 오르는 울릉도 오징어는 대표적인 특산물이다. 도동에서 서쪽 해안을 따라 12km에 위치한 남양마을은 검은 빛을 내는 조약돌들이 펼쳐져 있어 기존의 조약돌과는 다른 색다른 감동을 관광객들에게 전해주며 항 주변에는 특이한 형상을 이루는 비파산과 통구미 등이 자리잡고 있다.[1]
- 숙박시설은 여관, 민박이 가능하며, 식당도 있다. 주상절리 현상의 비파 모양을 한 비파산, 투구가 바위가 된 투구봉과 기암괴석으로 둘러싸인 해안주변 경관과 일몰전망대 그리고 사자바위, 경상북도 기념물 제72호로 지정된 남서리 고분 유적지, 특유의 검은 몽돌로 이루어진 해안이 있다.